# Rebeuvelier
Rebeuvelier är en ort i kommunen Courrendlin i kantonen Jura i Schweiz. Den ligger cirka 6,5 kilometer sydost om Delémont. Orten har 410 invånare (2021).
Orten var före den 1 januari 2019 en egen kommun, men inkorporerades då tillsammans med Vellerat in i kommunen Courrendlin.